# Монтебелло-суль-Сангро

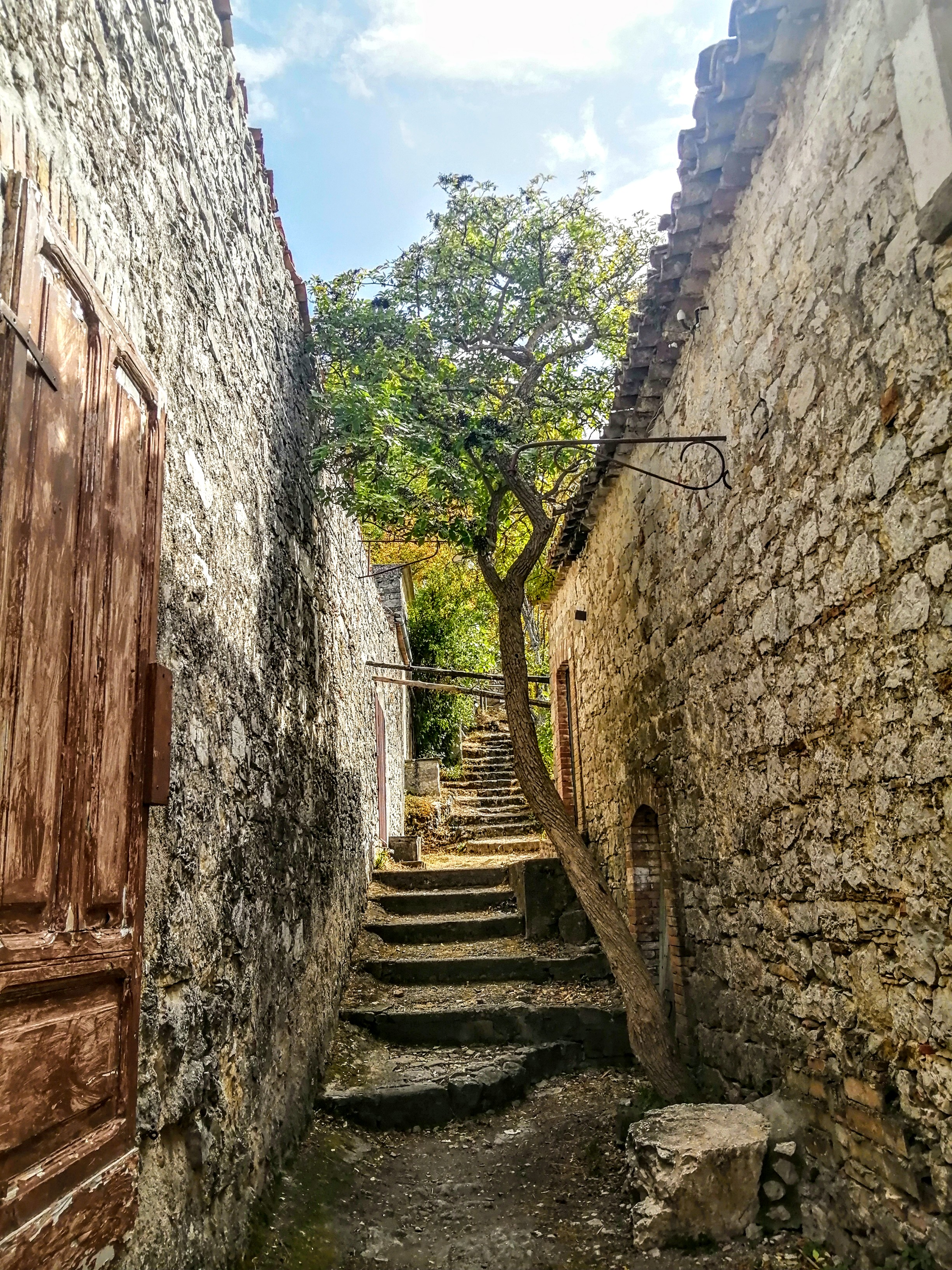

Монтебелло-суль-Сангро, Монтебелло-суль-Санґро (італ. Montebello sul Sangro) — муніципалітет в Італії, у регіоні Абруццо, провінція К'єті.
Монтебелло-суль-Сангро розташоване на відстані близько 155 км на схід від Рима, 90 км на південний схід від Л'Аквіли, 45 км на південь від К'єті.
Населення — 91 особа (2014).
Щорічний фестиваль відбувається 8 серпня, 28 серпня. Покровитель — святий Киріяк.

## Демографія
Населення за роками:

Станом на 1 січня 2023 року в муніципалітеті офіційно проживали 2 іноземці (громадяни Румунії).

## Сусідні муніципалітети
- Чивіталупарелла
- Монтелап'яно
- Пеннадомо
- Вілла-Санта-Марія